# Francesco Dall'Olio
Francesco Dall'Olio, född 30 december 1953 i Modena, är en italiensk före detta volleybollspelare. Han blev olympisk bronsmedaljör i volleyboll vid sommarspelen 1984 i Los Angeles.